# Médaille du 50e Anniversaire de l'Empereur
La Médaille du 50e Anniversaire de l'Empereur (ou Médaille commémorative du 50e Anniversaire de l'Empereur) est une distinction honorifique de l'empire de Corée, créée par l'empereur Gwangmu le 7 septembre 1901 pour célébrer son cinquantième anniversaire du 8 septembre 1901.

## Histoire
La médaille a été créée par l'empereur Gwangmu le 7 septembre 1901,,.

## Récipiendaires
Cette médaille a été distribuée par l’empereur aux membres des différents corps diplomatiques et consulaires, et aux fonctionnaires étrangers ou coréens présents à la cérémonie au Palais.

## Apparence
La médaille mesure 33 mm et est en argent,.
L'avers représente une couronne coréenne.
Sur le revers, il est inscrit en coréen « Grand Empire de Corée, Grand Empereur de Corée, Félicitations à l'âge impérial de cinquante ans, Médaille commémorative en argent, Kwangmu 5, 9e mois, 7e jour. »,.
Le ruban est mesure 37 mm, et est de couleur bleu ciel (9 mm), rouge (7 mm), jaune clair (5 mm), rouge (7 mm), bleu ciel (9 mm).

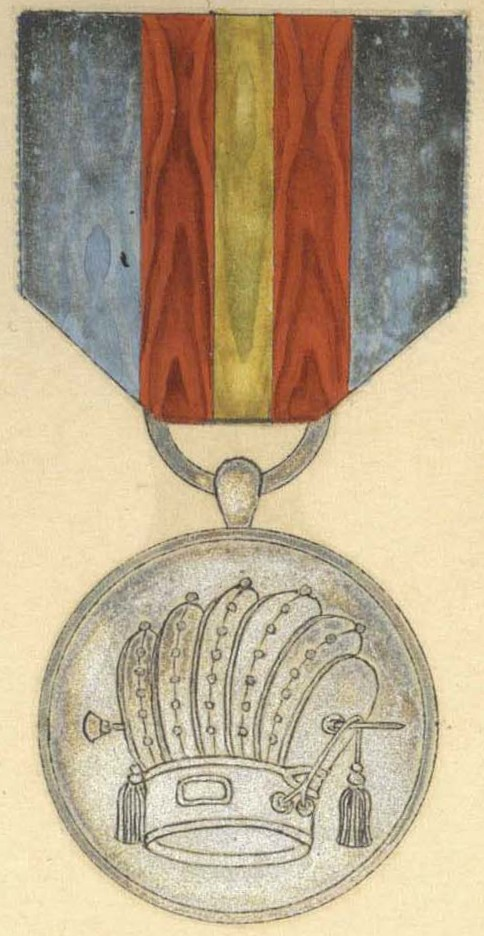
Avers de la médaille
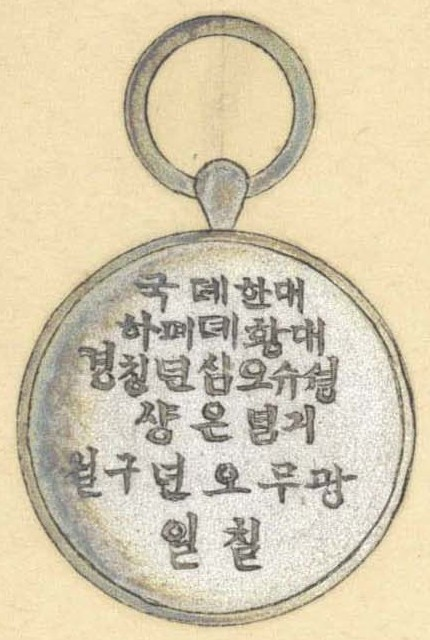
Revers de la médaille
Ruban de la médaille

## Grades
Cette distinction est composée de deux classes :
- la 1re classe pour l'empereur et sa famille
- la 2e classe pour les nobles et roturiers[5].